# Коробко Аліна Миколаївна
Коробко-Захарова Аліна Миколаївна (*11 листопада 1947, Єрки, Черкаська область) — українська концертно-камерна співачка, народна артистка України, викладач, професор Донецької музичної академії.

## Біографічні відомості
Закінчила Київське музичне училище імені Глієра, після чого 1969 року приїхали поступати у Донецький музично-педагогічний інститут. Згодом стала солісткою Донецької філармонії.
Сценічну вокальну кар'єру розпочала 1972 року. Зі спільними виступами з ансамблем народних інструментів «Сюрприз» (керівник — заслужений діяч мистецтв України Юрій Кукузенко) гастролювала країнами Європи. Найвідоміші пісні у її виконанні — «Осіннє золото», «Гандзя», «Під небом Парижа», а також «Місто моєї любові», присвячена Донецьку авторства донецького композитора С. Мамонова і поета С. Жуковского. Виступає у супроводі камерного хору Донецької музичної академії під керівництвом Аліме Мурзаєвої та концертмейстерів Донецької філармонії С. Саварі та Л. Бородицької. Входить у число найвідоміших дончан, її називають «донецьким соловейком».
Нині викладач, завідувач кафедрою, професор Донецької музичної академії імені С. Прокоф'єва. Серед її учнів солісти Є. Удовін, Г. Братусь, Г. Кукліна, А. Ярова, О. Парецький, Е. Коржевич та інші.
Чоловік — Едуард Федорович Захаров. Дочка — Світлана Захарова, співачка.

## Нагороди, звання
1992 року удостоєна звання народної артистки України.
Удостоєна ордена княгині Ольги III ступеня, а також Почесним знаком Міністерства культури і туризму України та Почесним знаком «За заслуги перед Донецьком».
Одна з книг Григорія Штейна із циклу «Жизнь замечательных людей Донбасса» під назвою «Солов'їні далі» присвячена Аліні Коробко.

## Творчий доробок
- Коробко-Захарова А. М. Клас камерного співу (сопрано). Навчальний посібник. — Донецьк: Донецька державна музична академія ім. С. С. Прокоф'єва, КП «Східний видавничий дім», Наукове Товариство ім. Шевченка (Донецьке відділення), 2005. — 142 с.